# Globala katastrofrisker

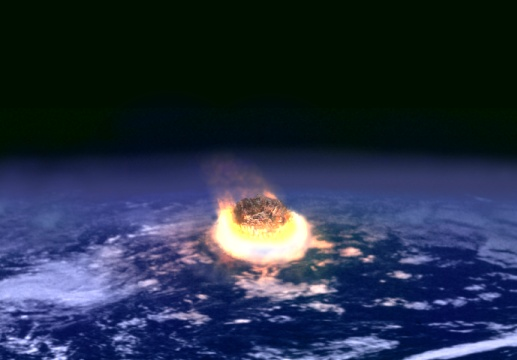
Konstnärs föreställning av en asteroid som krockar med Jorden. En asteroid kan ha potentialen att utrota mänskligheten.

Globala katastrofrisker är hypotetiska framtida händelser med potentialen att allvarligt skada människors välbefinnande på en global skala. Vissa händelser kan förstöra eller lamslå den moderna civilisationen. En allvarlig händelse som kan orsaka mänskligt utdöende är känd som en existentiell risk.
Potentiella globala katastrofrisker inkluderar, men är inte begränsade till artificiell intelligens, nanoteknologiska vapen, klimatförändring, kärnvapenkrig, och pandemier.
Forskare upplever svårigheter att studera mänskligt utdöende direkt, eftersom mänskligheten aldrig har utrotats tidigare. Även om detta inte betyder att det inte kommer att ske i framtiden, gör det att modellering av existentiella risker är svåra att genomföra, delvis på grund av överlevnadsbias.